# John Williams (giocatore di football americano 1945-2012)
John McKay Williams (Jackson, 27 ottobre 1945 – Minneapolis, 8 luglio 2012) è stato un giocatore di football americano statunitense che ha militato nel ruolo di offensive lineman nella National Football League (NFL).

## Carriera
Al college Williams giocò a football con i Minnesota Golden Gophers, venendo inserito nella formazione ideale della Big Ten Conference. Fu scelto nel corso del primo giro (23º assoluto) del Draft NFL 1968 dai Baltimore Colts. Nella sua stagione da rookie i Colts arrivarono da favoritissimi al Super Bowl III, dove furono sconfitti a sorpresa dai New York Jets dell'American Football League. Due anni dopo Williams si rifece partendo come titolare nel Super Bowl V vinto i Dallas Cowboys e laureandosi campione. Nel 1972 passò ai Los Angeles Rams con cui disputò il resto della carriera fino al 1979. Nell'ultima stagione disputò il suo terzo Super Bowl, perso contro i Pittsburgh Steelers.

## Palmarès
- Campionati NFL : 1

Baltimore Colts: 1968
- Super Bowl : 1

Baltimore Colts: V
- American Football Conference Championship: 1

Baltimore Colts: 1970
- National Football Conference Championship: 1

Los Angeles Rams:1979